# Lak Mueang

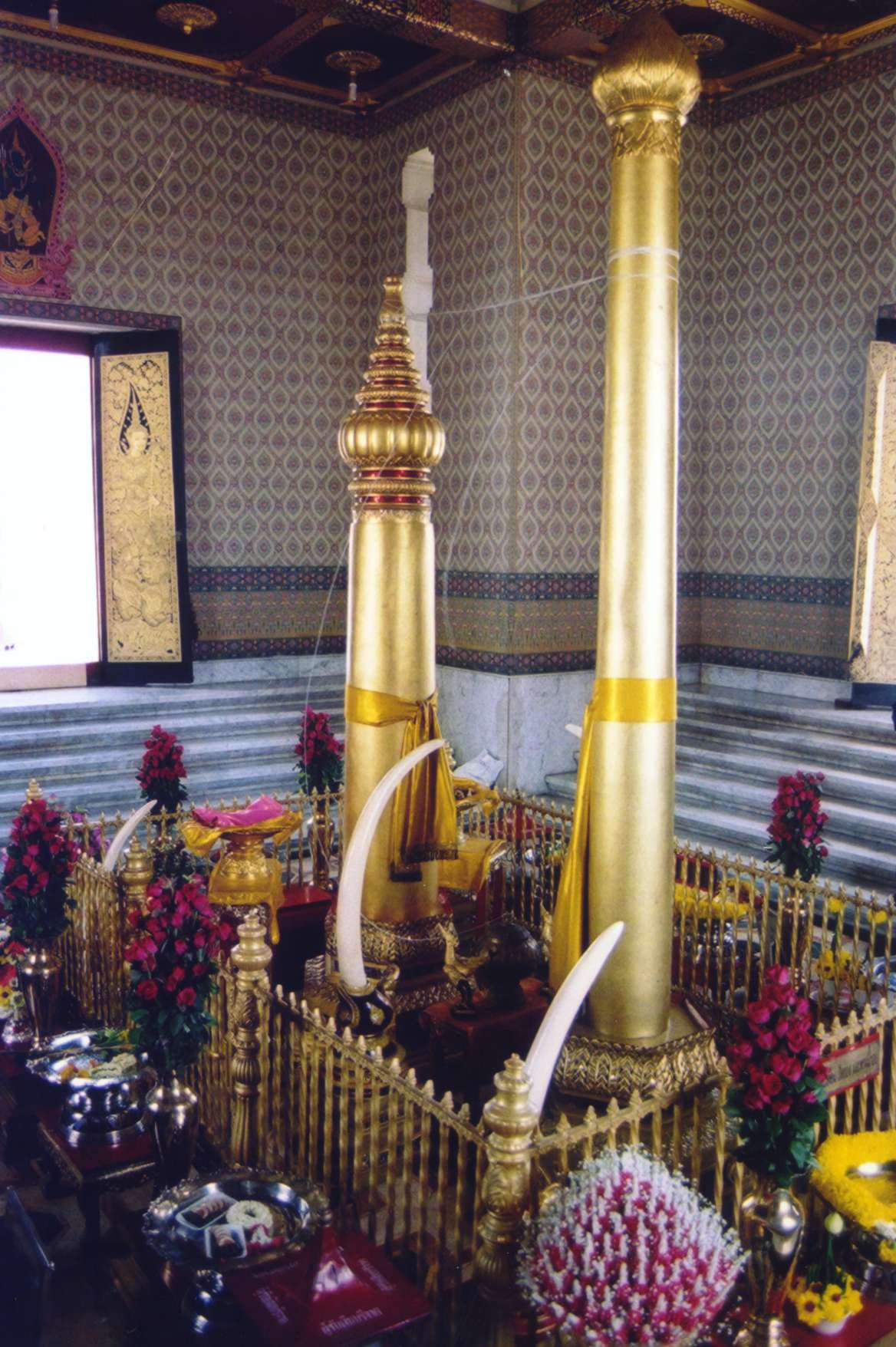
Lak Mueang w Bangkoku. Wyższy słup został postawiony przez Ramę I, drugi został dodany przez króla Mongkuta (Ramę IV)

Lak Mueang (taj. หลักเมือง, dosł. „słup miejski”) – w Tajlandii złocony słup, stanowiący siedzibę bóstwa opiekuńczego danego miasta, เจ้าพ่อหลักเมือง Chao Pho Lak Mueang. Zazwyczaj znajduje się w specjalnie zbudowanej w tym celu świątyni. Pierwszy taki słup został wzniesiony przez króla Ramę I w 1782, podczas przeniesienia stolicy z Thonburi do Bangkoku. Świątynia nad słupem była pierwszą budowlą nowego miasta. Wkrótce potem podobne słupy zaczęto stawiać również w innych ważnych miastach Tajlandii.

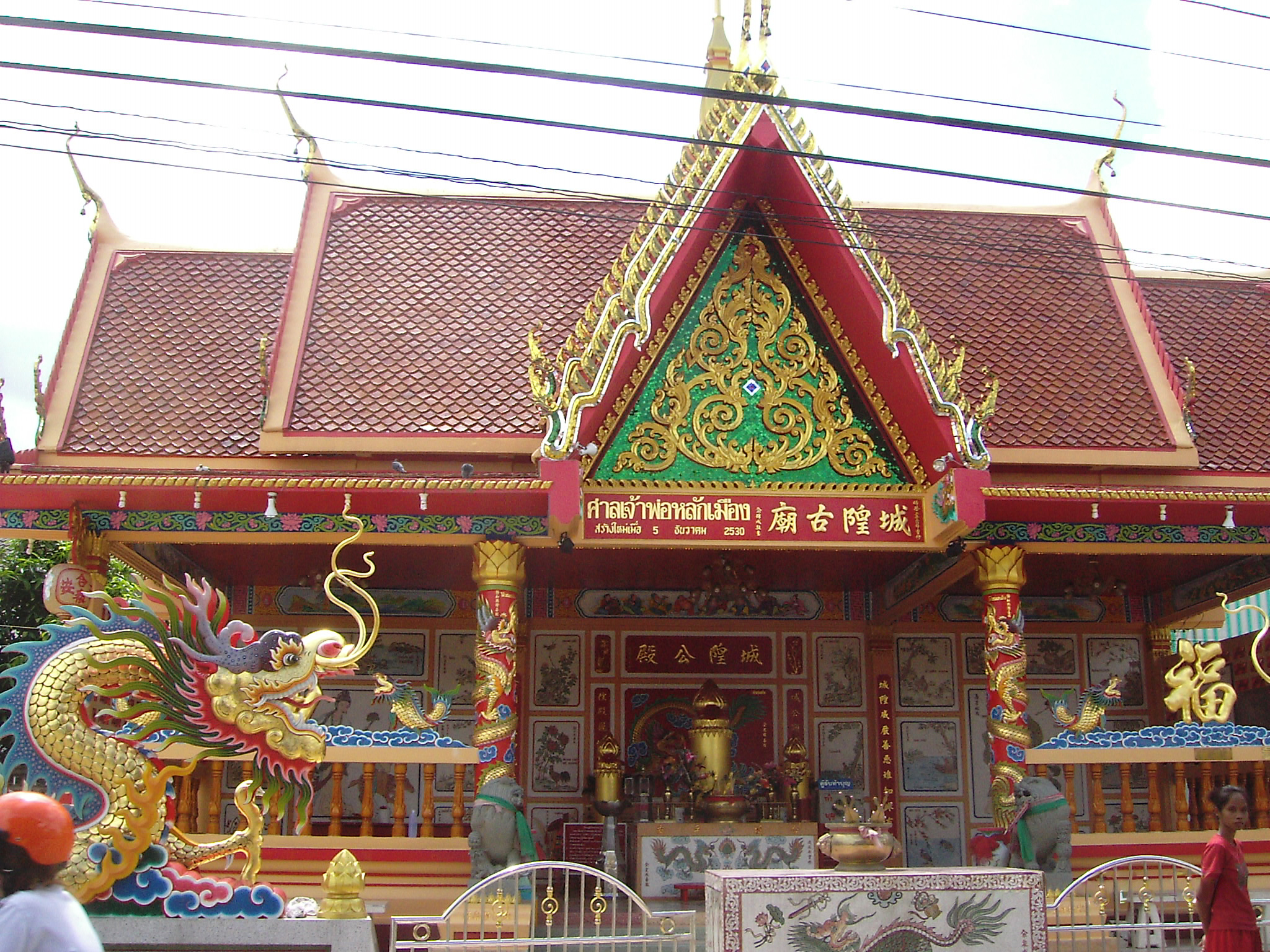
Świątynia w mieście Yasothon

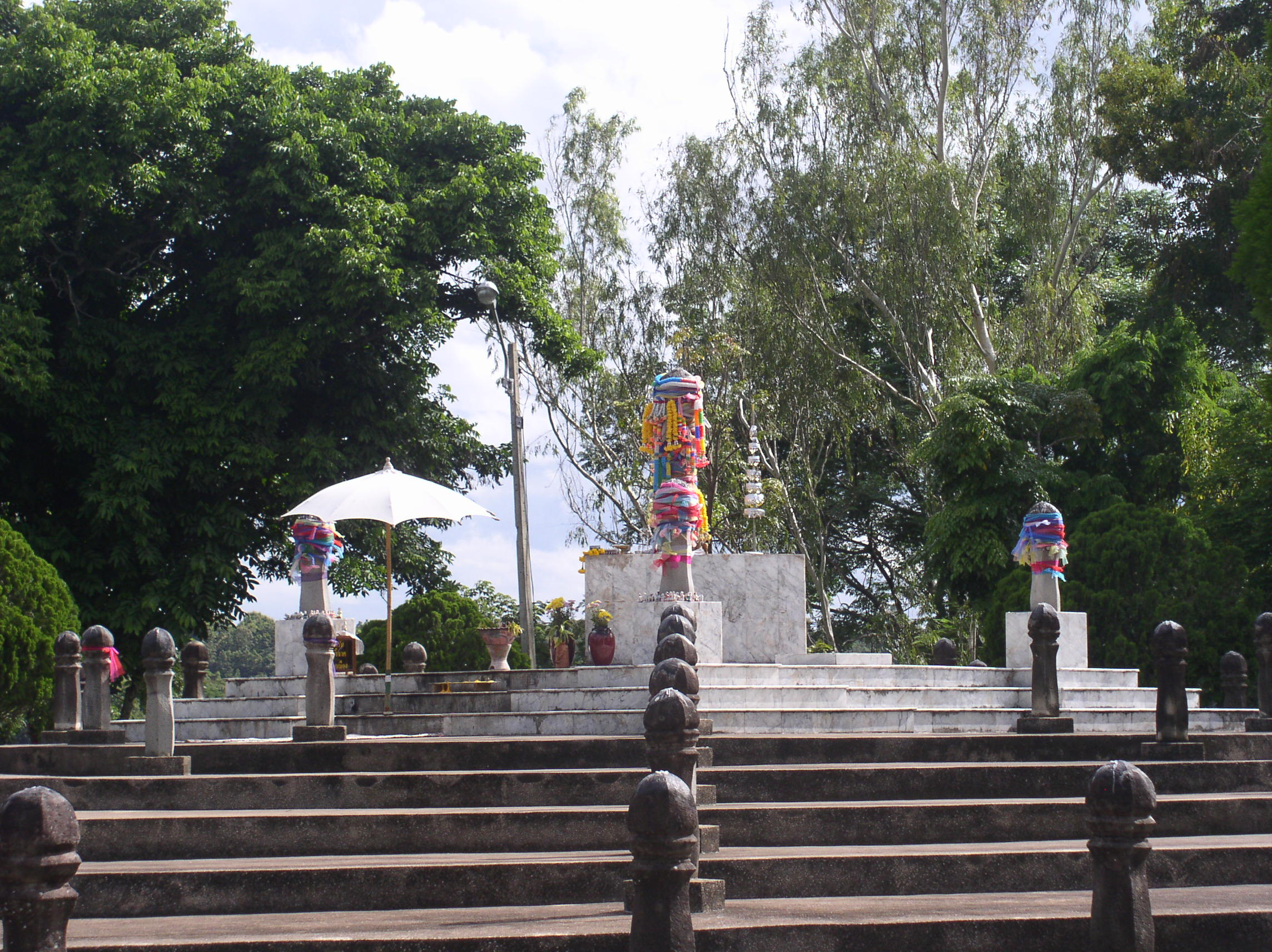
Sadu Mueang w Chiang Rai